# Давньомакедонська мова
Давньомакедонська мова — мова, якою розмовляло населення Стародавньої Македонії в 1 тисячолітті до н. е. Ймовірно, діалект давньогрецької мови або найближчий її родич.
Давньомакедонська мова не має прямого стосунку до сучасної слов'янської македонської мови і не є її предком, будучи спорідненою лише віддалено в рамках індоєвропейської мовної сім'ї, як і більшості інших сучасних європейських мов. Мова стала мертвою найпізніше в 5 століття н. е. (останні численні згадки у Ісихія Александрійського). Епіграфічне джерело Пеллійський катадесмос свідчить про поширення дорійського діалекту давньогрецької мови серед простих македонян в III століття до н. е, царі Македонії розмовляли давньогрецькою принаймні з початку 5 століття до н. е..

## Історія мови та місце серед індоєвропейських мов
Серед сучасних науковців існують суперечливі точки зору на місце давньомакедонської мови в системі індоєвропейських мов. За однією з точок зору, вона являла собою один з дорійських діалектів давньогрецької мови, який розвинувся в результаті ізольованого існування грецьких македонських племен і їх змішування з фракійськими й іллірійськими племенами в процесі експансії на північний схід. Інша версія, підтримувана головним чином деякими істориками з Північної Македонії спростовує еллінське походження стародавніх македонян — давні македоняни самі були одним з фракійських племен або іншого походження. Цим обґрунтовується правомірність офіційного уживання самого стародавнього топоніма «Македонія» щодо сучасної держави, населеної тепер, головним чином, македонцями-слов'янами, вельми близькими до болгар.
Слід зазначити, що в Греції з тих самих політичних причин жителів античної Македонії беззастережно зараховують до греків. При цьому варіант про близькість давньомакедонської до давньогрецької в результаті спільного походження з протогрецької, але як окремої мови, розглядається обома сторонами вкрай рідко. З наукової точки зору доведено зв'язок давньомакедонської саме з грецькою мовою, однак її характер внаслідок вкрай малого обсягу даних не може вважатися встановленим остаточно. Відомо всього близько 150 словоформ, іноді пошкоджених переписувачами в умовах неоднозначності фонетичної передачі грецьким письмом македонської фонетики, особливо якщо македонська все ж була не грецькою, а найближчим її родичем.
Споконвічно македонські слова зібрані в основному в лексиконі Ісихія Александрійського в 5 столітті н. е., проте їх недостатня кількість і можливі помилки у глоссах не дають можливості стверджувати однозначно про природу мови, якою говорили древні македоняни, враховуючи, що давньомакедонська мова вийшла з активного вжитку майже за тисячу років до життя Ісихія. Як видно з глосс (див. нижче), давньомакедонська була досить близькою до давньогрецької мови, будучи фактично її діалектом.
Всі написи, виявлені на території стародавньої Македонії до римського завоювання, написані грецькою мовою. Відомі македонські імена за рідкісними винятками мають грецьку етимологію. Македонські правителі з давніх часів ведуть свій рід від грецьких царів. Немає жодного свідчення античного автора про те, що македоняни розмовляють з греками через перекладачів. Хоча греки в V—IV століттях до н. е. виразно відчужували себе від македонян, називаючи останніх варварами. Плутарх у своїх працях кілька разів вживає поняття македонска мова (або говірка).
В міру розширення контактів між Македонією та Стародавньою Грецією серед освічених македонян поширювалася давньогрецька мова, яка незабаром після походів Александра Македонського остаточно витіснила давньомакедонську. До 3 століття до н. е. не тільки правляча еліта, але й населення Древньої Македонії розмовляє грецькою, про що свідчить так звана Пеллійський катадесмос — заклинання на свинцевій пластинці, виявлене в місті Пелла в 1986 році (опубліковане вперше 1993 року) і датується 4 або 3 століттям до н. е. У заклинанні жінка низького соціального статусу, судячи зі стилю напису, просить демонів зруйнувати одруження якогось Діонісофена на Фетімі. Послання написане мовою, що представляє різновид дорійського діалекту (північно-західний діалект грецької), причому відмінного від інших форм дорійського, що свідчить про македонське походження автора.
За часів Троянської війни (13 століття до н. е.), за Гомером, македонські племена ще не виділилися, а територію Стародавньої Македонії заселяли фракійці. За легендами, що походять від македонян, в Темні століття у Греції елліни здійснили похід на землі фракійців, осіли там і розвивались незалежно від решти Греції аж до перших контактів в 6 столітті до н. е.
Про спорідненість у доісторичний час дорійців і македнів (імовірно, македонян, тому що названа область розселення збігається із землями Стародавньої Македонії) згадував Геродот. Потім дорійці переселилися на Пелопоннес в 12-11 століттях до н. е., а македоняни розширювали володіння в протилежну сторону, на північ і схід, витісняючи фракійські племена.
Наукове вивчення цієї мови розпочав тільки на початку 20 століття Отто Гофман. Він вперше зібрав і описав давньомакедонські мовні сліди, причому не тільки згадані Ісихієм. Перше серйозне систематичне дослідження з використанням порівняльно-історичного аспекту здійснено Іоаннісом Каллерісом.
Лексика давньомакедонскої мови надзвичайно близька до давньогрецької, проте існують істотні відмінності у фонетиці, не властиві жодному з давньогрецьких діалектів. Зокрема, македонське β нерідко відповідає аттичному φ, македоднське δ — грецькому θ тощо.

## Лексика у словнику Ісихія
Близько 150 слів у словнику Ісихія Александрійського наведені за грецькою абеткою:
Α
<ἄβαγνα>• ῥόδα n Μακεδόνες
<ἀβαρκνᾷ> κομᾷ † τὲ Μακεδόνες
<ἀβαρύ>• ὀρίγανον Μακεδόνες
<ἀλογεῖ>• σπεῖσον Μακεδόνες
<ἀβλόη>• σπένδε Μακεδόνες
<ἀβροῦτες>• ὀφρῦς p Μακεδόνες
<ἄγημα>• τὸ προϊὸν τοῦ βασιλέως τάγμα ἐλεφάντων καὶ ἱππέων καὶ πεζῶν, οἱ δὲ τῶν ἀρίστων τῆς Μακεδονικῆς συντάξεως Σ
<ἀγκαλίς>• ἄχθος. καὶ δρέπανον Μακεδόνες
<ἄδδαι>• ῥυμοὶ, ὑπὸ Μακεδόνων
<ἀδῆ>• οὐρανός. Μακεδόνες
<ἄδισκον>• κυκεῶνα. Μακεδόνες
<ἄδραια>• αἰθρία Μακεδόνες
<Ἀέροπες>• ἔθνος, Τροιζῆνα κατοικοῦντες. καὶ ἐν Μακεδονίᾳ γένος
<Ἄθως>• ὄρος b ἐν Μακεδονίᾳ (Ξ 229)
<ἀκόντιον>• δοράτιον vgASn μικρὰ λόγχη AS ῥάχιν δὲ Μακεδόνες. καὶ στρατεύματος μέρος Ἀγριανῶν Αἰολεῖς.

<ἀκρέα>• παῖς θήλεια. Μακεδόνες.
<ἀκρουνοί>• ὅροι, ὑπὸ Μακεδόνων
<ἄλιζα>• ἡ λεύκη τὸ δένδρον. Μακεδόνες
<ἀλίη>• κάπρος. Μακεδόνες
<Ἀνθεμουσία>• τάγμα τι παρὰ Μακεδόσιν ἐξ Ἀνθεμοῦντος, πόλεως Μακεδονίας
<ἄξος>• ὕλη, παρὰ Μακεδόσιν

<ἀορτής>• [ξιφιστής S,] ὑπὸ Μακεδόνων [ἄγγος] [ἄγγος δερμάτειον ἱματίων S
<ἀράντισιν>• ἐρινύσι. Μακεδόνες <ἀργιόπους>• ἀετός. Μακεδόνες
<Ἄρητος>•  Ἡρακλῆς, παρὰ Μακεδόσιν
<ἀρκόν>• σχολήν. Μακεδόνες
<ἀρφύς>• ἱμάς. Μακεδόνες
<ἄσπιλος>• χείμαῤῥος, ὑπὸ Μακεδόνων
Β
<βαβρήν>• ὑπόστασις ἐλαίου, κατὰ Μακεδόνας
<βαδάς>• κίναιδος. ὡς Ἀμερίας
<Βαθάλη>• κρήνη. Ἀμερίας
†<βαθάρα>• πυκλιή, Μακεδόνες. πυρλός, Ἀθαμᾶνες
<βαίβυκος>• πελεκᾶνος Φιλίτας (fr. 47 K.), Ἀμερίας δὲ βαυβυκᾶ- νας
<βηματίζει>• τὸ τοῖς ποσὶ μετρεῖν. ἔστι δέ πως ἡ λέξις Μακεδονική
†<βηνῶσα>• ἡ φωνὴ τῶν προβάτων
<βίῤῥοξ>• δασύ. Μακεδόνες
Γ
[<Γάμψηλοι>• πόλις Μακεδονίας]
<γάρκαν>• ῥάβδον. Μακεδόνες
<γόλα>• ἔντερα. Μακεδόνες
<γοτάν>• ὗν. Μακεδόνες
<γυλλάς>• εἶδος ποτηρίου, παρὰ Μακεδόσιν
<γῶπας>• κολοιούς. Μακεδόνες
Δ
<δαίτας>• μεριστάς Sn <Μακεδόνες> nw
<δανῶν>• κακοποιῶν. κτείνων. Μακεδόνες
<Δάῤῥων>• Μακεδονικὸς δαίμων, ᾧ ὑπὲρ τῶν νοσούντων εὔχονται
<δάρυλλος>• ἡ δρῦς, ὑπὸ Μακεδόνων
<δρεπανηφόρα ἅρματα>• τοὺς Μακεδόνας φασὶ πρώτους χρήσασθαι
†<δρῆες>• στρουθοί (vgn) s Μακεδόνες
<Δύστρος>• ὑπὸ Μακεδόνων μήν
<δώραξ>• σπλήν hw ὑπὸ Μακεδόνων
Ε
[<Ἔορτος>• ἢ]
<Ἐορδός>• Μακεδών, ἀπὸ ἔθνους
<ἐπιδειπνίς>• Μακεδονικὸς κώθων, ἥδυσμα. †ἐθισμός
Ζ
<Ζειρηνίς>• Ἀφροδίτη ἐν Μακεδονίᾳ
Η
<Ἠμαθίη>• Μακεδονία (Ξ 226)
<ἥμεναι, οἷά τε φύλλα μακεδνῆς αἰγείροιο>• οὕτως ἔφη, ἤτοι ἐπεὶ τὰ φύλλα τῆς αἰγείρου ἀλλήλοις ἀντέστραπται, οὕτω καὶ <αἱ> Ἀλκίνου θεράπαιναι προσεῖχον τοῖς ἔργοις πάνυ, ἀλλήλοις ἀντεστραμμέναι• ἢ ὥσπερ πυκνὰ τὰ τῆς αἰγείρου φύλλα, οὕτω κἀκεῖναι θλιβόμεναι ἐκρέκοντο (η 106)
Θ
<θούριδες>• νύμφαι. Μοῦσαι. Μακεδόνες
Ι
<ἰζέλα>• ἀγαθῇ τύχῃ. Μακεδόνες
<ἴλαξ>• ἡ πρῖνος, ὡς Ῥωμαῖοι καὶ Μακεδόνες
<ἰν δέᾳ>• μεσημβρίᾳ. Μακεδόνες
<Ἰχναίην χώραν>• τὴν Μακεδονίαν (p), ἔνθα τὸ μαντεῖον ὁ Ἀπόλλων κατέσχε, καὶ τιμᾶται <Ἰχναίη Θέμις> (h. Apoll. 94)
Κ
<κἄγχαρμον>• τὸ τὴν λόγχην ἄνω ἔχον. [Μακεδόνες]
<καλαῤῥυγαί>• τάφροι. Ἀμερίας
<κάλιθος>• οἶνος. Ἀμερίας
<καμαστίς>• μέτρον τι. Ἀμερίας
<κάραβος>• ἔδεσμα, ὥς φασιν, ὠπτημένον ἐπ' ἀνθράκων. ὑπὸ δὲ Μακεδόνων ἡ πύλη. καὶ τὰ ἐν τοῖς ξηροῖς ξύλοις σκωλήκια. καὶ τὸ θαλάττιον ζῷον
<καρπαία>• ὄρχησις Μακεδονική
<κίκεῤῥοι>• ὦχροι. Μακεδόνες <Κισσοῦς>• ὄρος ἐν Μακεδονίᾳ. καὶ πόλις Θρᾴκης
[<κομμάραι ἢ κομάραι>• καρίδες. Μακεδόνες]
†<Κόραννος>• βασιλεὺς Μακεδονίας
<κυνοῦπες>• ἄρκτος. Μακεδόνες
Λ
†<λακεδάμα>• ὕδωρ ἁλμυρὸν ἄλικι ἐπικεχυμένον, ὃ πίνουσιν οἱ τῶν Μακεδόνων ἀγροῖκοι <Λακεδαίμων>• ἡ Σπάρτη. καὶ ποτὲ μὲν [ἡ Πελοπόννησος] ἡ χώρα πᾶσα• ποτὲ δὲ πόλις ὁμώνυμος τῇ χώρᾳ (Β 581)
<λείβηθρον>• ῥεῖθρον. [ὀχετόν S. κρουνόν, καὶ τόπος ἐν Μακε- δονίᾳ καὶ <κατὰ> τὸν Ἑλικῶνα
<Λυγκαίη>• πόλις Μακεδονίας
Μ
<μακεδνὰ σκῦλα>• τὰ οὐράνια καὶ μεγάλα. ἢ ὅτι <τὰ> τρόπαια μετέωρα ἵσταται
<μακεδνή>• μηκεδανή. μακρά. ὑψηλή (η 106)
<μακεσίκρανος>• ἔποψ. διὰ τὸ ἔχειν ἐπὶ τῆς κεφαλῆς καθάπερ λόφον. καὶ κορυθαίολον αὐτὸν λέγουσι. πολυώνυμον δὲ [λέγε- ται] τὸ ζῷον• σίντην τε γὰρ αὐτὸν καὶ ἀλεκτρυόνα καὶ γέλα- σον λέγουσι
<Μακετία>• ἡ Μακεδονία
<μάκιστος>• ποῤῥώτατος. ὄφελος ἔχοντα
<μακιστήρ>• βέλος. τάσσεται δὲ καὶ ἐπὶ τοῦ μεγάλου (Aesch. Pers. 698)
†<μάκιστι>• λοιμός
<Μάκκος>• … βασιλεύς
<ματτύης>• ἡ μὲν φωνὴ Μακεδονική, ὄρνις. καὶ τὰ ἐκ τοῦ ζωμοῦ αὐτοῦ λάχανα περιφερόμενα
<Μυσίων Ὀλυμπίων>• ἐπεὶ πλείους εἰσὶν Ὄλυμποι Μακεδονίας καὶ Θετταλίας• ἔνιοι δὲ δεκατέσσαρας ἠρίθμησαν

Ν
<Νῦσα> καὶ
<Νυσήϊον>• ὄρος, οὐ καθ' ἕνα τόπον. ἔστι γὰρ Ἀραβίας, Αἰθιοπίας, Αἰγύπτου, Βαβυλῶνος, Ἐρυθρᾶς, Θρᾴκης, Θετταλίας, Κιλικίας, Ἰνδικῆς, Λιβύης, Λυδίας, Μακεδονίας, Νάξου, περὶ τὸ Πάγγαιον, τόπος Συρίας
Ξ
<Ξανθικά>• ἑορτὴ Μακεδόνων, Ξανδικοῦ μηνὸς ἢ Ξανθικοῦ ἀγο- μένη. ἔστι δὲ καθάρσιον τῶν στρατευμάτων
Ο
<Ὀλύμπια δώματ' ἔχοντες>• οἱ τὸν Ὄλυμπον κατοικοῦντες θεοί, ὅ ἐστιν ὄρος ἐν Μακεδονίᾳ, καὶ οὐρανός (Α 18)
<Ὄλυμπος>• οὐρανός, θεοῦ οἰκητήριον. καὶ ὄρος ἐν Μακεδονίᾳ r. Avg
Π
<παραός>• ἀετὸς ὑπὸ Μακεδόνων <Πελλαῖον>• [φαιόν. καὶ] Μακεδονικόν <περί[πε]τ[ε]ια> καὶ
<περιῆτες>• περιῆτες μὲν οἱ φύλακες, περί[πε]- τ[ε]ια δὲ Μακεδονικὴ ἑορτή
<πέχαρι>• ἔλαφος. Ἀμερίας
<πίγγαν>• νεόσσιον. Ἀμερίας. γλαυκόν
<Πιερία>• ὄρος. [ἢ λιπαρά]
<Πιερίδες>• αἱ Μοῦσαι ἐν Μακεδονίᾳ <Πιέρι..>• ἡ ἀκρώρεια τοῦ ἐν Μακεδονίᾳ ὄρους
<Πίπλ(ε)ιαι>• αἱ Μοῦσαι ἐν τῷ Μακεδονικῷ Ὀλύμπῳ, ἀπὸ κρήνης Πι- πλείας
Ρ
<ῥάματα>• βο[ς]τρύδια. σταφυλίς. Μακεδόνες [<ῥαμάς>• ὁ ὕψιστος θεός]
<ῥοῦτο>• τοῦτο. Μακεδόνες
Σ
<σάρις[ς]α>• δόρυ μακρόν, εἶδος ἀκοντίου Ἑλληνικοῦ, σπάθη βαρβαρική. Μακεδόνες
<σαυᾶδαι>• σαῦδοι. Ἀμερίας τοὺς σειλείνους οὕτω καλεῖσθαί φησιν ὑπὸ Μακεδόνων
<σαυτορία>• σωτηρία. Ἀμερία(ς)
<σκοῖδος>• ἀρχή τις παρὰ Μακεδόσι τεταγμένη ἐπὶ τῶν δικαστηρίων.
<σμώγη>• ῥανίς. τὸ τυχόν. Ἀμερίας βο(ύ)γλωσσον
<Στρεψαῖοι>• ἔθνος περὶ Μακεδονίαν
<Σχερίη>• ἡ Σχερία. ἡ τῶν Φαιάκων χώρα, ἢ νῆσος Κέρκυρα τὸ πρό- τερον οὕτως ἐκαλεῖτο
<σχερόν>• κῦμα ἕτοιμον. Ἀμερίας
<σχερός>• ἀκτή, αἰγιαλός
Τ
<ταγόναγα>• Μακεδονική τις ἀρχή
<τεθολωμένον>• μεμυρισμένον
<τεθολώς>• ἀνάπλεως. Ἀμερίας
<τεθο(ω)μένον>• ὠξυμμένον. καὶ
<ἐθόωσα> ὤξυνα
Υ
(*)<ὑφαίνει>• ἐμπρῆσαι. ὑφᾶται. Ἀμερίας
Χ
<Χαλαστραίων συῶν>• [πόλις τῆς Μακεδονίας καὶ λίμνη ἔνθα τὸ Χαλαστραῖον νίτρον γεγένηται